# 北歐防衛同盟
第二次世界大戰後，北歐四國──瑞典、丹麥、挪威、芬蘭曾商討成立一個防衞同盟。二戰期間，芬蘭靠攏納粹德國，發動繼續战争與蘇聯交戰，丹麥和挪威被德軍佔領，而瑞典雖然未被捲入戰爭，倖免於國土淪喪，但仍受到戰爭的影響。四國皆深深認為成立一個統一軍事同盟，以避免戰爭帶來的災難至為重要，而同盟的細節還有待商議。

## 芬蘭的中立國地位
與斯堪的納維亞關係密切的芬蘭，於第二次世界大戰間於1939年-1940年與苏联打冬季战争，於1941年繼續战争同納粹德國與苏联開战。蘇芬繼續戰爭後，芬蘭雖然奪得大量領土，但最終苏联擊潰德芬軍隊，芬蘭被迫停戰和背叛德國打拉普蘭戰役，但未成功把它征服和佔領，芬蘭遂保持中立，其政府和經濟在某種程度上仍然獨立。然而，蘇芬兩國有1300公里邊界，使蘇聯不得不注視芬蘭的政治。芬蘭與其他北歐國家曾深入討論該國在同盟中的地位，期間瑞典要求芬蘭必先得到蘇聯同意，才可加入同盟，這也是芬蘭戰敗後在政治與外交上受制於蘇聯的鐵證。蘇聯當局坦言反對芬蘭加入，並要求該國在政治上保持中立。1948年，芬蘭與蘇聯簽署條約，條約限制芬蘭不得加入任何性質（包括防衞性）的軍事同盟。然而，該條約卻未限制蘇聯創立華沙公約。

## 挪威、丹麥加入北約
若其餘三國組成同盟，它們會保持其獨立主權，但於外交政策和安全問題上會連成一線。1948年至1949年間，一個北歐委員會曾討論這個同盟。當時蘇聯和美國於冷戰的角力持續，西方陣營倡議成立一個軍事同盟──即後來的北大西洋公約組織，使北歐國家討論的努力白廢。當挪威知道除非有迫切需要，否則北歐國家將不會得到西方同盟的軍事支援，它便退出了會談。雖然丹麥仍願意與瑞典結成同盟，但瑞典認為好處不大，兩國同盟的計劃告吹。此後，挪威和丹麥相繼簽署北大西洋公約，並成為北約成員國。

## 瑞典保持中立
經過激烈爭辯後，瑞典還是決定不加入北約。其中一個強力支持者是《今日新聞》總編輯廷斯滕（Herbert Tingsten），他在全國最大的報章發表專欄，爭論為何瑞典應加入北約。然而，瑞典外相反駁說瑞典應採取不結盟政策，並於戰爭中保持中立。他援引芬蘭的例子，指出該國於二戰間堅毅不屈，保持獨立，東抵蘇聯、南抗德國，最終擊退兩個入侵者。他認為瑞典於西方國家中的地位不容置疑，但根據瑞典以往的外交政策，它不能加入北約。